# Артахона
Артахона (ісп. Artajona) — муніципалітет в Іспанії, у складі автономної спільноти Наварра. Населення — 1746 осіб (2009).
Муніципалітет розташований на відстані близько 320 км на північний схід від Мадрида, 10 км на північний захід від Памплони.

## Демографія
Динаміка населення (INE ):

## Галерея зображень

Розташування муніципалітету
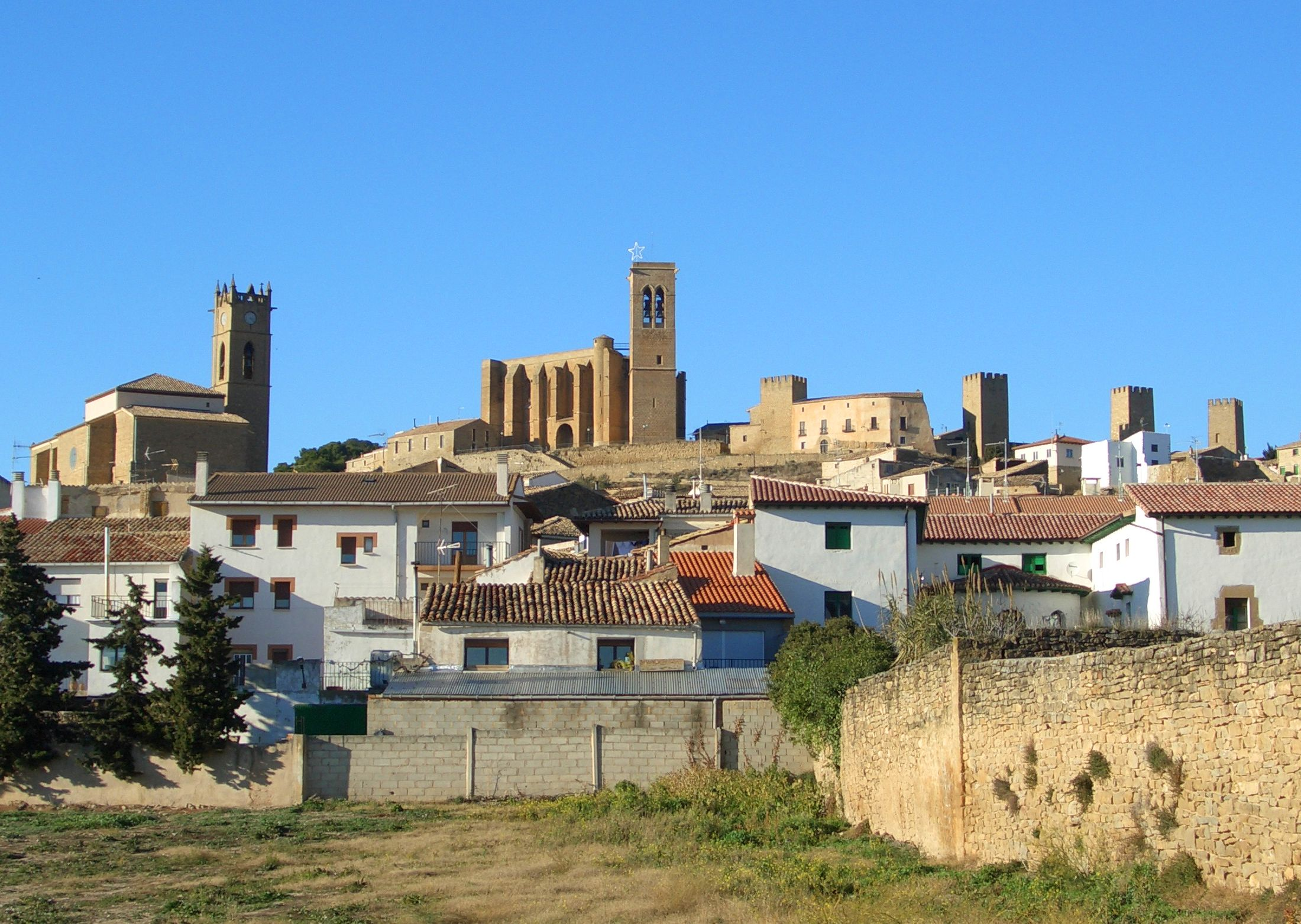
Артахона